# روث غراهام
روث بيل جراهام (بالإنجليزية: Ruth Graham) (10 يونيو 1920 - 14 يونيو 2007 ) فاعلة خير وشاعرة ومؤلفة ورسامة أمريكية ولقد كانت متزوجة من الإنجيلي الأمريكي بيلي غراهام في الفترة من 1943 إلى 2007.